# Day Keene
Pour les articles homonymes, voir Keene.
Day Keene, de son vrai nom Gunnar Hjerstedt, est un écrivain américain, né le 28 mars 1904 à Chicago (Illinois) et mort le 9 janvier 1969 à North Hollywood (Californie). Il a écrit une trentaine de romans policiers parus pour la plupart en France dans la collection Série noire.

## Biographie
Son père est suédois et sa mère, irlandaise. Le jeune Gunnar abandonne ses études à 17 ans pour devenir acteur au théâtre.  C'est pour ce métier qu'il choisit le nom Day Keene, abréviation du nom de jeune fille de sa mère, Daisy Keeney.
Il aborde l'écriture par des textes dramatiques, rédigeant dès le début des années 1930 des pièces de théâtre, puis de très nombreux scripts pour des feuilletons radiophoniques.  Pendant la Deuxième Guerre mondiale, il produit des nouvelles policières pour les pulps magazines.  Il s'installe en Floride à la fin des années 1940. En 1949 paraît son premier roman Framed in Guilt qui sera traduit à deux reprises en France.  Suivront une cinquantaine de titres pour l'essentiel des romans noirs, mais aussi une dizaine de westerns.  
Ami de nombreux écrivains et artistes, Keene a donné un coup de pouce à de jeunes auteurs, notamment Harry Whittington, Talmage Powell et John D. MacDonald. Certains de ses propres titres sont en fait des romans de ses protégés, comme Love Me and Die (1951), écrit par Gil Brewer.  Très estimé des lecteurs de la Série noire, certains de ses titres ont paru en traduction française avant la parution du texte original anglais. 
Plusieurs de ses romans et nouvelles ont connu des adaptations cinématographiques ou télévisuelles, notamment Joy House (1954), traduit en français sous le titre Vive le marié ! et porté à l'écran en 1964 sous le titre Les Félins par René Clément, avec Jane Fonda et Alain Delon.

## Œuvre
Romans
- Framed in Guilt ou Evidence Most Blind (1949) Publié en français sous le titre Reconnu coupable, Paris, Ferenczi, Le Fantôme no 9, 1953 Publié en français dans une autre traduction sous le titre Le Poil roussi, Paris, Gallimard, Série noire no 1004, 1966
- Farewell to Passion ou The Passion Murders (1951) Publié en français sous le titre Je tire ma révérence, Paris, Gallimard, Série noire no 164, 1953 ; réédition, Paris, Gallimard, Carré noir no 470, 1983
- My Flesh is Sweet (1951) Publié en français sous le titre Graine de cimetière, Série noire no 228, 1954 ; réédition, Paris, Gallimard, Carré noir no 280, 1978
- Love Me and Die (1951), écrit par Gil Brewer. Publié en français sous le titre Aime-moi et meurs, Paris, Ferenczi, Le Fantôme no 12, 1954 Publié en français dans une autre traduction sous le titre Le Miroir aux amourettes, Série noire no 1041, 1966
- To Kiss or Kill (1951) Publié en français sous le titre Deuil immédiat, Paris, Denoël, Oscar no 23, 1953 ; réédition, Paris, Gallimard, Série noire no 436, 1958 ; réédition, Paris, Gallimard, Carré noir no 109, 1973
- Hunt the Killer (1952) Publié en français sous le titre Coup de chien, Paris, Denoël, Oscar no 6, 1952 ; réédition, Paris, Gallimard, Série noire no 514, 1959
- About Doctor Ferrel (1952)
- If the Coffin Fits (1952) Publié en français sous le titre Cercueil sur mesure, Paris, Denoël, Oscar no 14, 1952 ; réédition, Paris, Gallimard, Série noire no 608, 1960
- Naked Fury (1952) Publié en français sous le titre Furie noire, Paris, Denoël, Oscar no 12, 1952 ; réédition, Paris, Gallimard, Série noire no 408, 1958
- Home is the Sailor (1952) Publié en français sous le titre Le Plancher des garces, Paris, Gallimard, Série noire no 1133, 1967
- Wake Up to Murder (1952) Publié en français sous le titre C'est ma fête, Paris, Gallimard, Série noire no 160, 1953 ; réédition, Paris, Gallimard, Carré noir no 178, 1974
- Mrs. Homicide (1953) Publié en français sous le titre Mort aux rouquines !, Paris, Gallimard, Série noire no 266, 1955
- Strange Witness (1953) Publié en français sous le titre Cause toujours mon lapin, Paris, Gallimard, Série noire no 253, 1955
- The Big Kiss-Off (1954) Publié en français sous le titre En ménageant ma petite santé, Paris, Gallimard, Série noire no 244, 1955
- Death Doll House (1954) Publié en français sous le titre Bonne nuit brigadier !, Paris, Gallimard, Série noire no 214, 1954
- His Father's Wife (1954)
- Homicidal Lady (1954) Publié en français sous le titre Ciel, ma femme !, Paris, Gallimard, Série noire no 249, 1955
- Joy House ou Love Cage (1954) Publié en français sous le titre Vive le marié ! (Les Félins), Paris, Gallimard, Série noire no 240, 1955 ; réédition, Paris, Gallimard, Carré noir no 26, 1972
- Notorious (1954) Publié en français sous le titre Le Facteur ne sonne pas, Paris, Gallimard, Série noire no 218, 1954
- There Was a Crooked Man (1954) Publié en français sous le titre Du fric pour ma rousse, Paris, Ferenczi, coll. Le Verrou no 128, 1955
- Sleep With the Devil (1954) Publié en français sous le titre Le Diable et ses pompes..., Paris, Gallimard, Série noire no 235, 1955
- Who Has Wilma Lathrop ? (1955) Publié en français sous le titre Question de braises, Paris, Gallimard, Série noire no 304, 1956
- May God Have Mercy ou The Dangling Carrott (1955) Publié en français sous le titre Paradis à la sauvette, Paris, Gallimard, Série noire no 298, 1956
- The Human Jungle ou Bring Him Back Death (1955) Publié en français sous le titre Cocktail au pétrole, Paris, Gallimard, Série noire no 314, 1956
- Forests of the Night ou Moran's Woman (1956) Publié en français sous le titre La Bête à l'affût, Paris, Gallimard, Série noire no 321, 1956
- Tiger Burning Bright ou The Brimstone Bed (1956) Publié en français sous le titre La Pêche au vif, Paris, Gallimard, Série noire no 331, 1956
- Red Star South ou Flight by Night (1956) Publié en français sous le titre Le Canard en fer blanc, Paris, Gallimard, Série noire no 345, 1956
- Murder on the Side (1956) Publié en français sous le titre Vache de singe !, Paris, Gallimard, Série noire no 365, 1957
- The Sea Witch ou Passage to Samoa (1957) Publié en français sous le titre Ci-gît la sorcière, Paris, Gallimard, Série noire no 403, 1957
- It's a Sin to Kill (1958) Publié en français sous le titre Une blonde entre deux eaux, Paris, Ferenczi, coll. Feux rouges no 22, 1959
- Deep is the Pit ou Take a Step to Murder (1958) Publié en français sous le titre Qu'a du vice, Paris, Gallimard, Série noire no 441, 1958
- Death Dolls Don't Talk (1959)
- Murder over Miami ou Miami 59 (1959) Publié en français sous le titre Les Houris de Miami, Paris, Gallimard, Série noire no 1070, 1966
- 391.680 Seconds to Forever (1959) Publié en français sous le titre Un chien de sa chienne, Paris, Gallimard, Série noire no 461, 1958
- Too Hot to Handle ou Too Hot to Hold (1959) Publié en français sous le titre Un colis d'oseille, Paris, Gallimard, Série noire no 507, 1959
- Johnny Aloha ou Dead in Bed (1959) Publié en français sous le titre Vice sans fin, Paris, Gallimard, Série noire no 539, 1959
- So Dead my Lovely (1959) Publié en français sous le titre Je cherche après Shannon..., Paris, Gallimard, Série noire no 587, 1960
- Too Black for Heaven (1959) Publié en français sous le titre Le Deuil dans les veines, Paris, Gallimard, Série noire no 1083, 1966
- Chautauqua (1960), en collaboration avec Dwight Vincent
- Payola (1960) Publié en français sous le titre Change pas de disque !, Paris, Gallimard, Série noire no 671, 1961
- World Without Woman (1960)
- Seed of Doubt (1960)
- Bye, Baby Bunting (1963)
- Night of the Geek ou Carnival of Death (1964) Publié en français sous le titre Kermesse noire, Paris, Gallimard, Série noire no 868, 1964
- Chicago 11 (1966) Publié en français sous le titre Chicago 11, Paris, Atlanta, 1976
- Guns Along the Brazos (1967)
- Southern Daughter (1967)
- Live Again, Love Again (1970)
- Wide Girl (1970)

Nouvelles
- It Could Happen Here! (1940)
- Wake Up, America! (1941)
- Last of the Fighting Ainsleys (1941)
- Your Adversary, the Devil (1941)
- The Stars Say Die (1941)
- The Murder Frame (1941)
- The Corpse That Ran Away (1942)
- Murder is My Sponsor (1942)
- Who Have Sown the Wind (1942)
- Positively - The Final Appearance! (1942)
- Satan's Jackpot (1942)
- Wings for the Dead (1943)
- The Double-Crossing Corpse (1943)
- Sauce for Gander (1943)
- Letter to the Marine (1943)
- A Great Whirring of Wings (1943)
- The Female is More Deadly (1943)
- Blood on the Good Earth (1944)
- Corpses Come in Pairs (1944)
- Boy Kills Girl (1944)
- This Is Murder, Mr. Herbert! (1944)
- The Case of the Sobbing Girl (1946) Publié en français sous le titre La Femme qui sanglotait, dans Les Meilleurs récits policiers américains de 1946, Paris, Éditions La Boétie, 1948
- A Better Mantrap (1947) Publié en français sous le titre Chausse-trappe maison, Paris, Fayard, Le Saint détective magazine no 45, novembre 1958 ; réédition dans Histoires de femmes fatales, Paris, Pocket no 3222, 1989
- No Match for Murder (1948)
- For Old Crime's Sake (1948)
- The Laughing  Dead (1949) Publié en français sous le titre Le Mort ricanant, dans Pulps no 5, Encrage, 1988
- Annie, Get Your Shiv! (1950)
- Babes in the Morgue (1950)
- Strangled (1951) Publié en français sous le titre L'Étrangleur de Fresno, dans Meurtres pour de vrai, Paris, Gallimard, Série noire no 2344, 1993
- Homicide House (1953) Publié en français sous le titre Meurtres maison, dans Histoires à ne pas fermer l'œil de la nuit, Paris, Pocket no 1817, 1980

## Sources
- Claude Mesplède (dir.), Dictionnaire des littératures policières, vol. 2 : J - Z, Nantes, Joseph K, coll. « Temps noir », 2007, 1086 p. (ISBN 978-2-910686-45-1, OCLC 315873361).
- Claude Mesplède, Les années "Série noire" : bibliographie critique d'une collection policière, vol. 1 : 1945-1959, Amiens, Editions Encrage, coll. « Travaux » (no 13), 1992 (ISBN 978-2-906389-34-2).
- Claude Mesplède, Les années "Série noire" : bibliographie critique d'une collection policière, vol. 2 : 1959-1966, Amiens, Editions Encrage, coll. « Travaux » (no 17), 1993 (ISBN 978-2-906389-43-4).
- Claude Mesplède, Les années "Série noire" : bibliographie critique d'une collection policière, vol. 3 : 1966-1972, Amiens, Editions Encrage, coll. « Travaux / 22 », 1994 (ISBN 978-2-906389-53-3).
- Claude Mesplède et Jean-Jacques Schleret, SN, voyage au bout de la Noire : inventaire de 732 auteurs et de leurs œuvres publiés en séries Noire et Blème : suivi d'une filmographie complète, Paris, Futuropolis, 1982, 476 p. (OCLC 11972030).